# Santiago Forné
Santiago Forné Andreu (Castelló de la Plana, 1959) és un escriptor valencià.

## Obra

### Novel·la
- La dona infidel (Quaderns Crema, 2002),
- L'últim estiu abans de Chicago (Tabarca, 2006, Premi Ciutat de Torrent)
- Conta'm la veritat sobre l'amor (Tria Llibres, 2010).
- "Màscares trencades" (Tabarca, 2014, finalista Premi Ciutat de Torrent)
- "L'exili d'Arsinoe Bauh"(Llibres del Segle, Premi ciutat d'Olot 2017 de novel·la juvenil

### Literatura infantil
- L'últim linx (Edicions del Bullent, 2009, XIX Premi Carmesina de narrativa infantil).